# Francesco Palpacelli
Francesco Palpacelli (Fiuggi, 21 gennaio 1925 – Roma, 15 novembre 1999) è stato un architetto italiano.

## Biografia
Francesco Palpacelli nacque a Fiuggi il 21 gennaio 1925. Studiò presso il Liceo di via Ripetta a Roma nel 1946, dove conseguì la maturità e successivamente la laurea nel 1955 alla facoltà di Architettura di Roma.

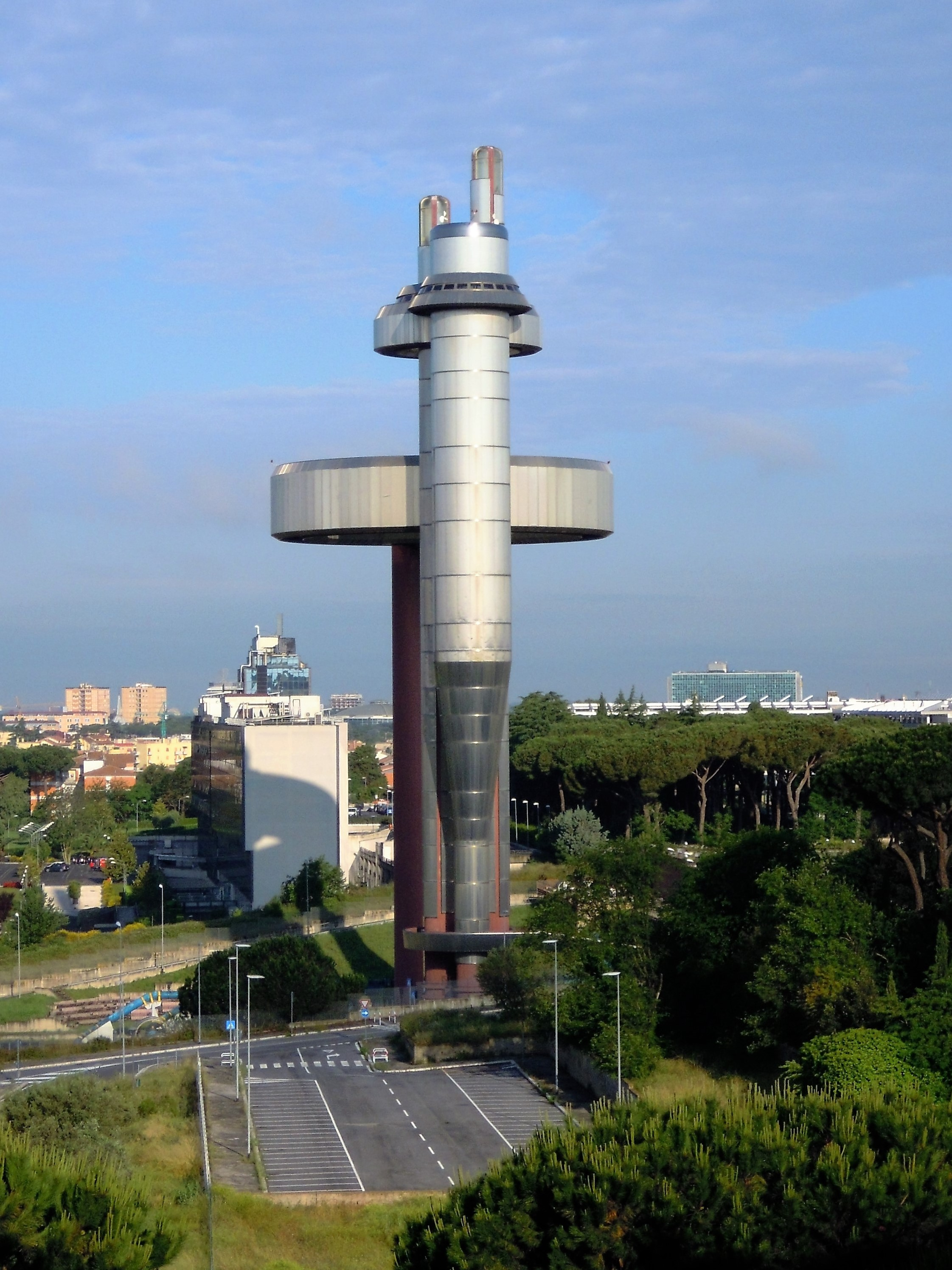
Il Centro Idrico Eur Roma

Adalberto Libera, relatore della sua tesi, lo chiamò come assistente alla cattedra di composizione a Valle Giulia, ruolo che ricoprì anche con Ludovico Quaroni dal 1963 al 66 e con l'ingegner Sergio Musmeci, dal 1970 al 1977, per la cattedra di ponti e grandi strutture. Dopo la laurea lavorò con Giuseppe Vaccaro nel suo studio professionale fino al 1968 e collaborò con gli architetti De Sanctis, Ligini e Pesci dal 1958 al 1963. 
La sua attività eclittica si concentrò su: costruzioni pubbliche, teatri, complessi residenziali, torri piezometriche, case private e elementi di design. Segnaliamo in particolare la progettazione di numerosi teatri e di due torri idriche: quella costruita in cemento armato nella zona della Bufalotta che gli valse il premio IN/ARCH del 1964 ed il Centro idrico Eur Roma, costituito dalla particolare torre piezometrica realizzata interamente in acciaio, con il quale vinse il medesimo premio dell'edizione 1989. Nel 1967 aprì il suo studio professionale a via Giulia dove successivamente diventò luogo di incontro di studenti amici e famosi architetti e ingegneri come Sergio Musmeci, Carlo Scarpa e Bruno Zevi.
La sua indole comunicativa e gentile la ritroviamo nelle sue opere come espressione spaziale a disposizione della comunità, i teatri li considera luoghi sociali di incontro dove lo spazio è unico senza separazione tra platea e palcoscenico e le grandi torri idriche che progetta come elementi architettonici inseriti nel panorama bucolico circostante.

## Opere

### Opere compiute

#### Torri piezometriche
- Centro Idrico della Cecchina

- Centro Idrico Eur Roma

#### Edifici a scopo abitativo o ricreativo
- Villa Conti (Framura)
- Villa Ceshin (Frosinone)
- Club House (Fiuggi)

#### Chiese
- Beata Maria Vergine del Fuoco (Pescara) [1]

### Opere Incompiute
- Circolo degli ufficiali della marina dell'Iran (Teheran)

- Teatro Dannunziano (Pescara)
- Teatro Comunale di Cagliari
- Ampliamento Camera dei Deputati (Roma)
- Teatro Nazionale di Belgrado
- Palazzo del Governo in Tanzania (Dodoma)
- Centro Teatrale Polivalente di Udine